# Maliattha pulverosa
Maliattha pulverosa är en fjärilsart som beskrevs av W. Warren 1913. Maliattha pulverosa ingår i släktet Maliattha och familjen nattflyn. Inga underarter finns listade i Catalogue of Life.